# Iulian Chiriță
Iulian Chiriță (Târgoviște, 1967. február 2. –) román válogatott labdarúgó.

## Pályafutása

### Klubcsapatban
Târgoviștében született, a pályafutását is itt kezdte a CS Târgoviște csapatában 1985-ben. Ezt követően 1988 és 1990 között a Flacăra Moreni játékosa volt. Következő csapata az FC Brașov volt, ahol szintén két szezont játszott. 1992 és 1996 között a Rapid Bucureștit erősítette, mellyel bejutott az 1995-ös román kupa döntőjébe. 1996-ban visszaigazolt a Brașov együtteséhez, majd a Dinamo București szerződtette. Később játszott még az Argeș Pitești és újból a Târgoviște csapatában.

### A válogatottban
1994 és 1999 között 3 alkalommal szerepelt a román válogatottban. Részt vett az 1994-es világbajnokságon.

## Sikerei, díjai
Rapid București
- Román kupa döntős (1): 1994–95